# Mari Andriessen
Mari(e) Silvester Andriessen (Haarlem, 4 december 1897 - aldaar, 7 december 1979) was een Nederlands beeldhouwer. Hij kan worden beschouwd als lid van de tweede generatie van de Groep van de figuratieve abstractie, ook bekend als De Groep.

## Biografie
Andriessen kwam uit een katholieke familie. Zijn grootvader Willem Vester was kunstschilder, evenals zijn moeder Gesine Andriessen-Vester. Zijn vader was de musicus Nico Andriessen. Van zijn broers werd Willem een bekend pianist en Hendrik een vooraanstaand componist. Hij volgde eerst de Haarlemse Kunstnijverheidschool en daarna de Rijksakademie van Beeldende Kunsten in Amsterdam, gevolgd door de Academie van de beeldende kunsten in München. Op de Rijksakademie kreeg hij les van de legendarische professor Jan Bronner.
De jaren tot en met de oorlog waren voor hem en andere beeldhouwers moeilijk. Er waren weinig opdrachten. Andriessen leefde toen vooral van portretopdrachten, doch kreeg ook de taak om de beelden van het destijds nieuwe stationsgebouw van Utrecht te maken. De periode 1940-45 gaf een beslissende wending aan zijn leven en aan zijn werk. Andriessen moest als 'Arisch kunstenaar' lid worden van de op nationaalsocialistische leest geschoeide Nederlandsche Kultuurkamer, wat hij weigerde. Hierdoor kreeg hij geen opdrachten en mocht hij niet exposeren. Andriessen hield in zijn huis Joodse onderduikers verborgen en het verzet had in Andriessens atelier een wapendepot.
Toen de oorlog afgelopen was, wilden vele gemeenten een oorlogsmonument hebben. Slechts weinigen wisten hoe een dergelijk monument eruit moest zien. Van zijn leermeester Bronner had Andriessen geleerd dat een beeld duidelijk, helder en overzichtelijk moest zijn. Hij liet zich inspireren door Belgische en Franse realisten (Constantin Meunier, Aimé-Jules Dalou en Auguste Rodin). In 1954 deed hij mee aan de ontwerpwedstrijd voor D'r Joep in Kerkrade, die gewonnen werd door de Amsterdammer Wim van Hoorn. Samen met Wessel Couzijn en Nic Jonk nam Mari Andriessen het initiatief tot de Academie '63, die later is omgezet in Ateliers '63.

## Werk
Na zijn studie aan de Rijksakademie van Beeldende Kunsten te Amsterdam in 1923, kwam Andriessen door zijn katholieke afkomst vooral al snel in aanmerking voor opdrachten van kerken en gelijkgerichte bouwverenigingen. In dit vroegste werk - streng gestileerde gevelstenen en beelden met Bijbelse onderwerpen - dreunen de lessen van professor Bronner door en is de hang naar het middeleeuwse onmiskenbaar. Een van zijn eerste commerciële opdrachten was het vervaardigen van drie heiligenbeelden (hout, 1922) voor de Sint-Antonius van Paduakerk in Aerdenhout.
Andriessen werd de meest gevraagde kunstenaar voor oorlogs- en verzetsmonumenten. Bekend zijn Man voor het vuurpeloton in Haarlem (brons, 1949), Het Vrouwtje van Putten in de gelijknamige plaats (kalksteen, 1949), De Dokwerker in Amsterdam (brons, 1952), het uit zes figurale groepen bestaande monument in het Volkspark te Enschede (brons, 1953), het uit vier figuren bestaande monument op het Stadhuisplein in Rotterdam (brons, 1957), het Monument burgerslachtoffers in Nijmegen (kalksteen, 1959), het Marinemonument in Scheveningen (tufsteen, 1966) en Anne Frank bij de Westerkerk te Amsterdam (brons, 1975).
Andriessens roem als beeldhouwer van grote beelden leidde tot opdrachten voor monumenten ter ere van gedenkwaardige landgenoten, zoals van Cornelis Lely op de Afsluitdijk (brons, 1953), Albert Plesman in Den Haag (brons, 1958) en Koningin Wilhelmina in Utrecht en Amsterdam (Wilhelmina Gasthuis) ( beide: brons, 1967). Centraal thema in zijn monumentale werk is de moderne mens die, niet gebonden door een architectonische context, maar geplaatst op een voetstuk, in de vrije ruimte staat. Karakteristiek zijn de krachtige compositie, de heldere opbouw in volumen en de vereenvoudiging van het detail, waardoor de nadruk is komen te liggen op de grote vorm van de plastiek. De boodschap, dramatisch-ingetogen en voor een ieder verstaanbaar, wordt bereikt met louter plastische middelen.
Andriessen behoorde tot De Groep van traditionele figuratieve beeldhouwers, die na de Tweede Wereldoorlog een belangrijke plaats in de Nederlandse kunst innam. Een van zijn beroemdste werken is De Dokwerker op het Amsterdamse Jonas Daniël Meijerplein ter herdenking van de Februaristaking van 1941. Ook het beeld van Adriaan Roland Holst bij de Bergense Ruïnekerk werd door Andriessen vervaardigd.
Gedurende zijn leven ontving Andriessen vele eerbewijzen, waaronder de Prijs van de Stichting Kunstenaarsverzet 1942-1945. In 1977 werd hem een overzichtstentoonstelling in het Frans Hals Museum te Haarlem aangeboden. Bij deze gelegenheid sprak zijn oud-leerling en boezemvriend Theo Mulder. Na die tentoonstelling sprak men met recht van 'onze nationale beeldhouwer'. Twee jaar later, drie dagen na zijn 82e verjaardag, overleed Andriessen. Op de dag van zijn begrafenis legden onbekenden een krans bij De Dokwerker in Amsterdam.

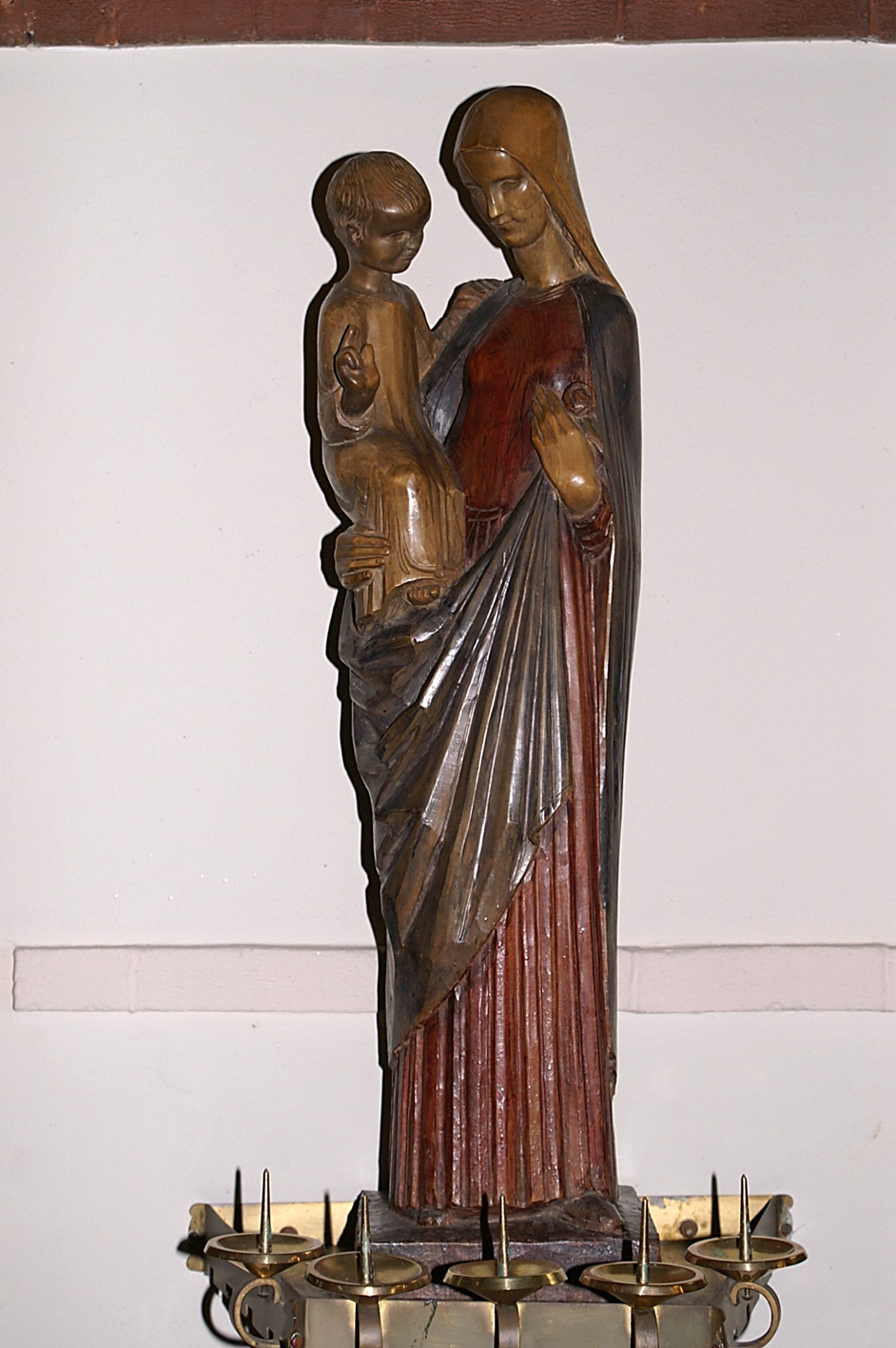
Maria met Kind (1922) St. Antoniuskerk, Aerdenhout
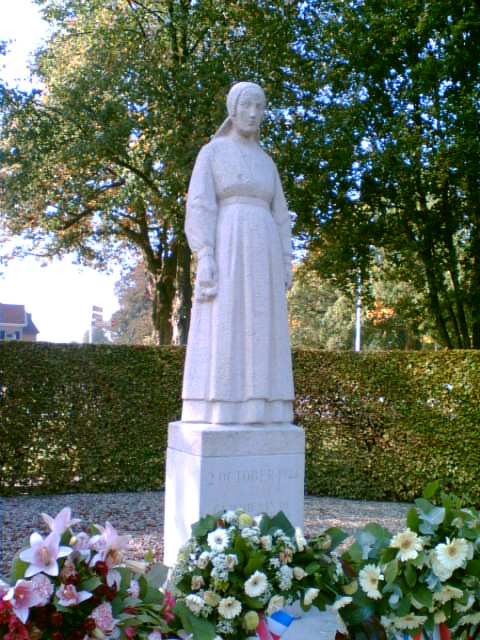
De treurende weduwe (1948), razziamonument in Putten
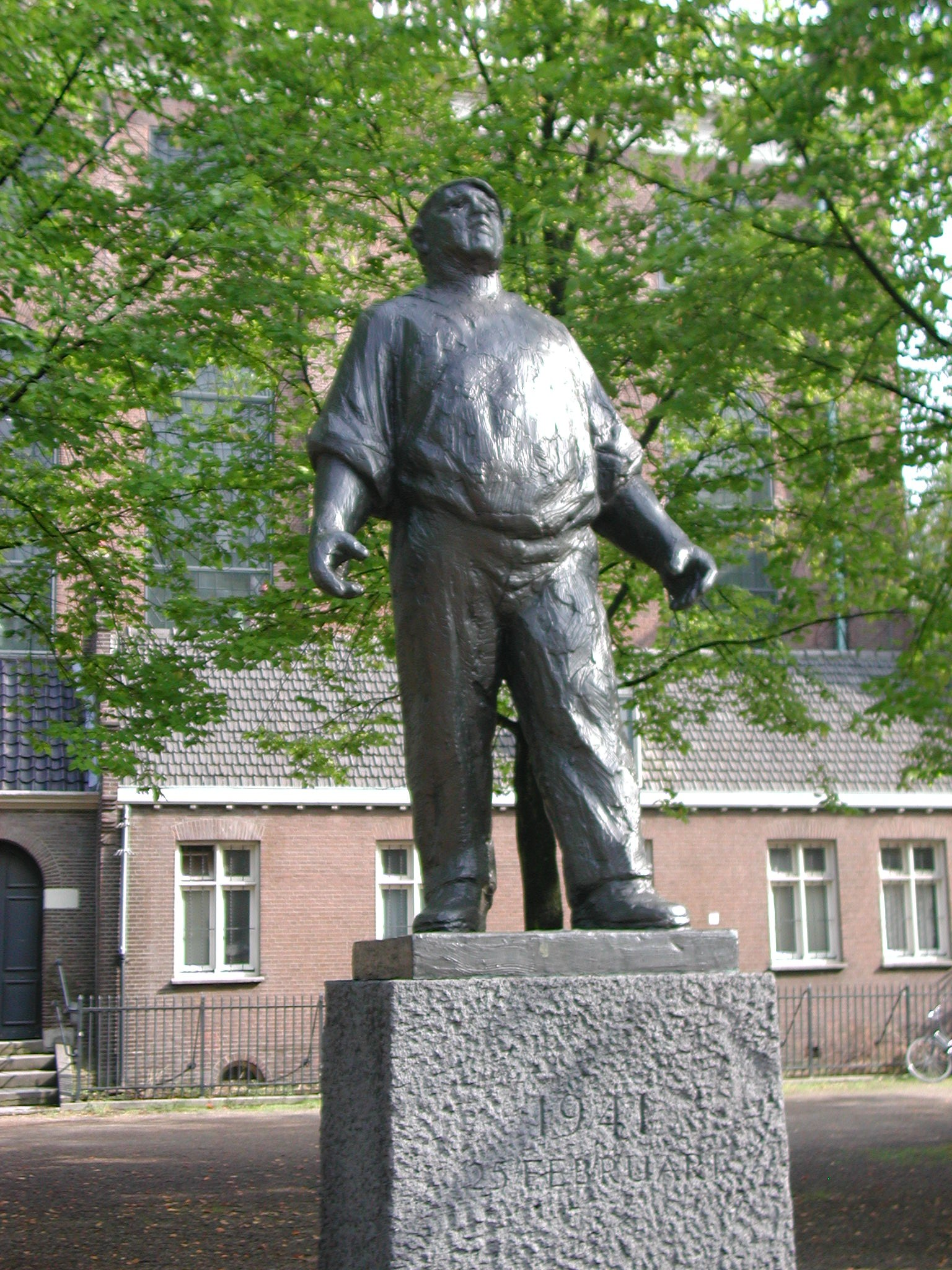
De Dokwerker (1952) in Amsterdam, wellicht Andriessens bekendste werk
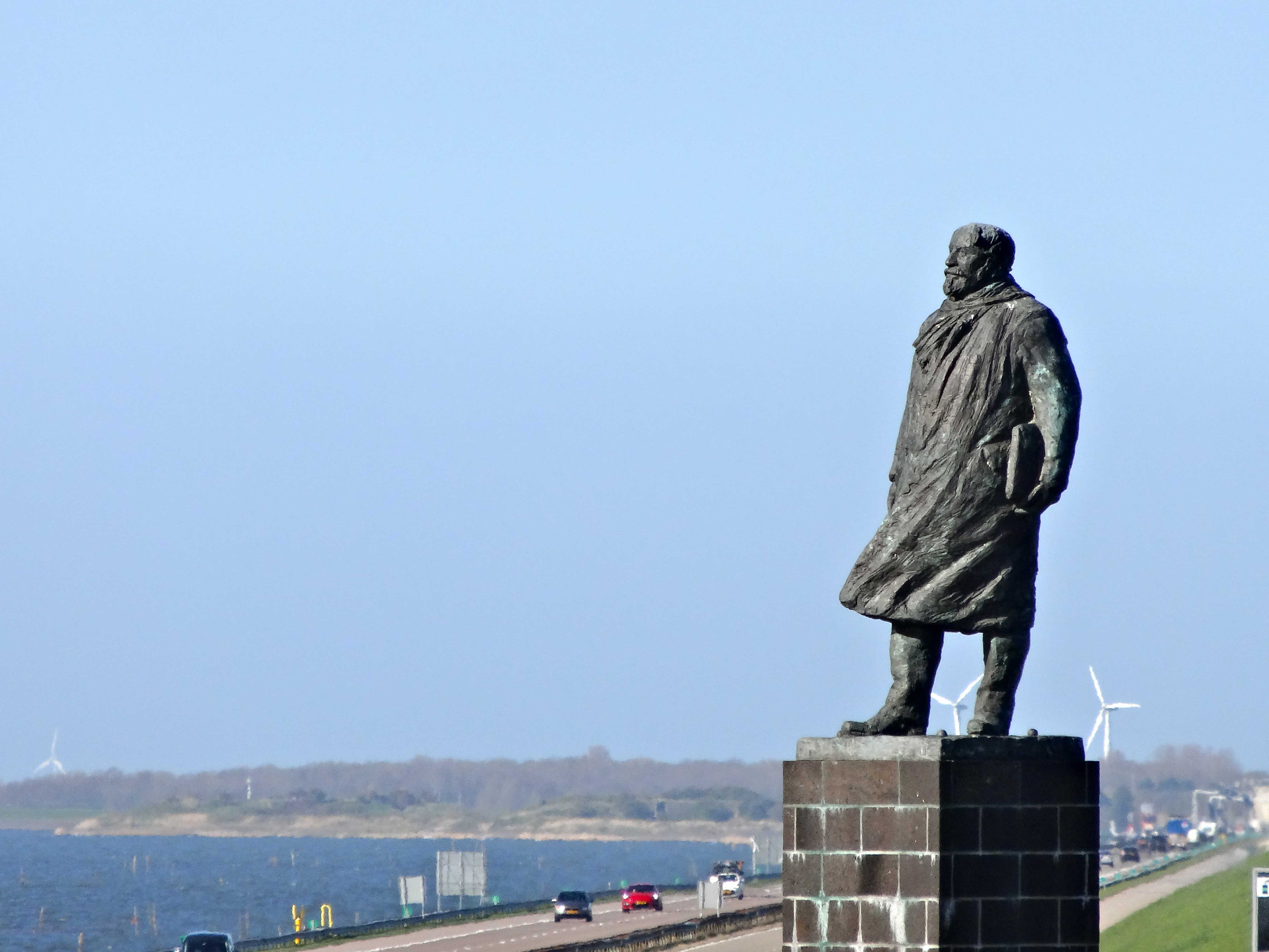
Ir. Lely (1954) op de Afsluitdijk
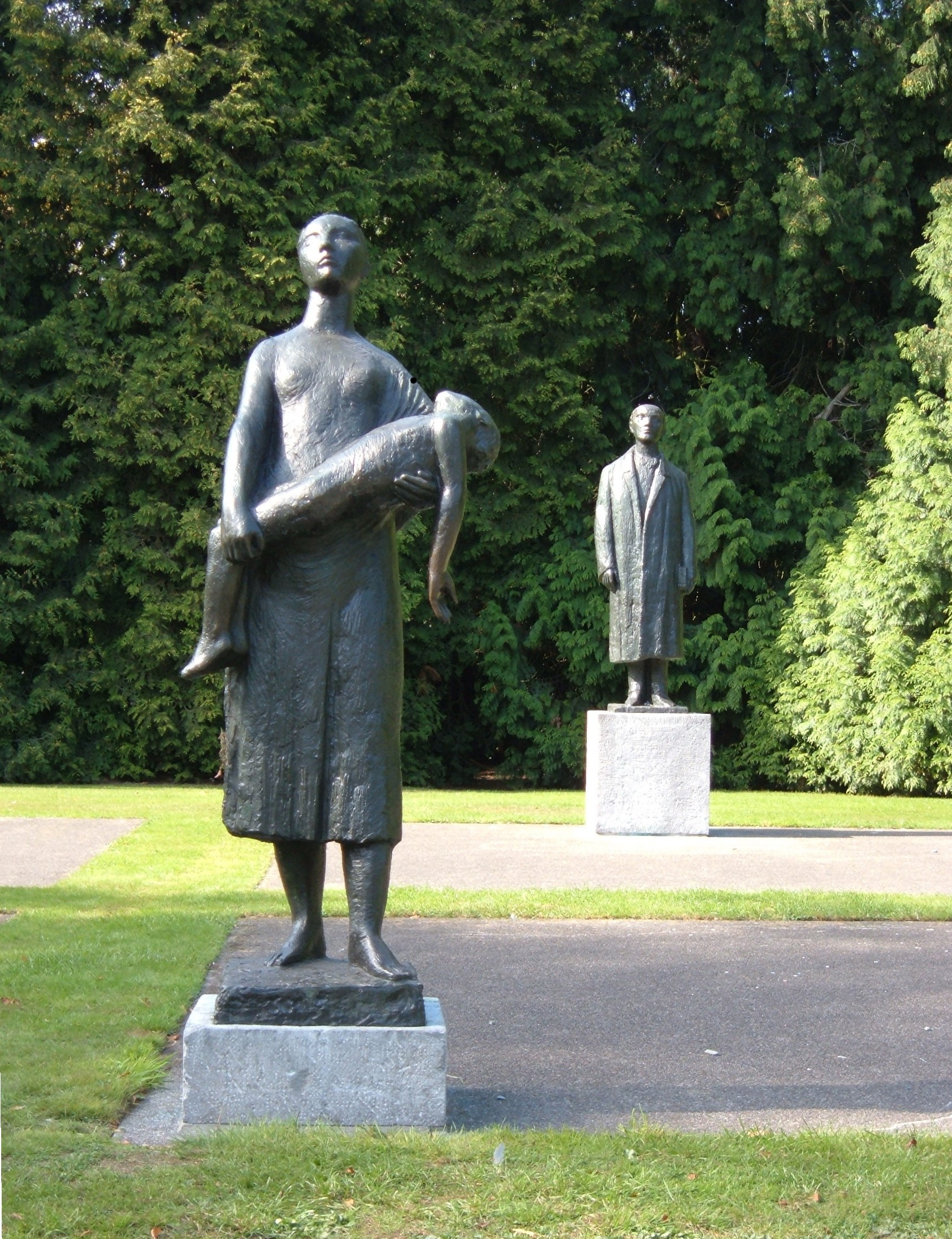
Oorlogsmonument Volkspark, Enschede
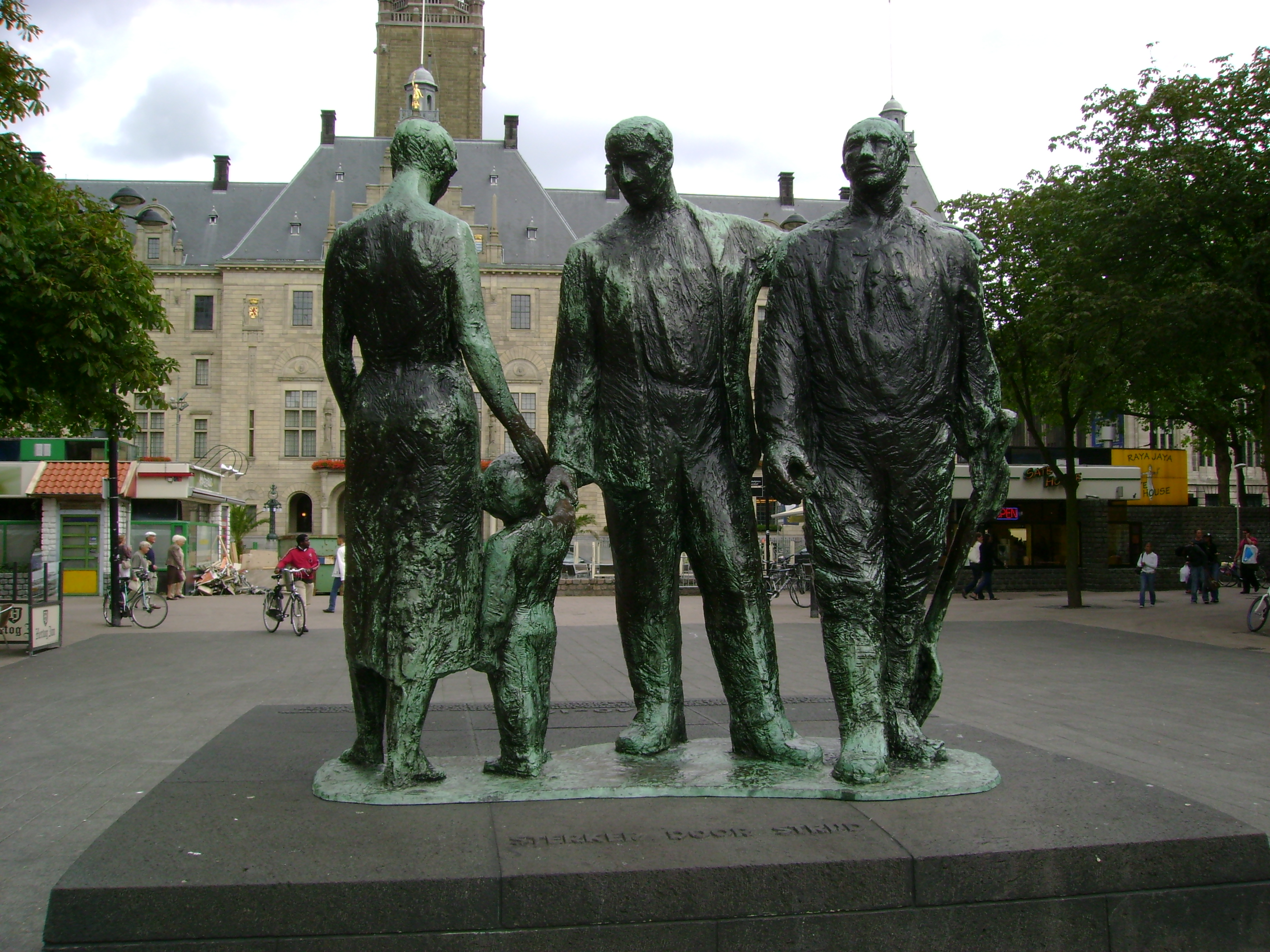
Oorlogsmonument (1957) voor het stadhuis van Rotterdam
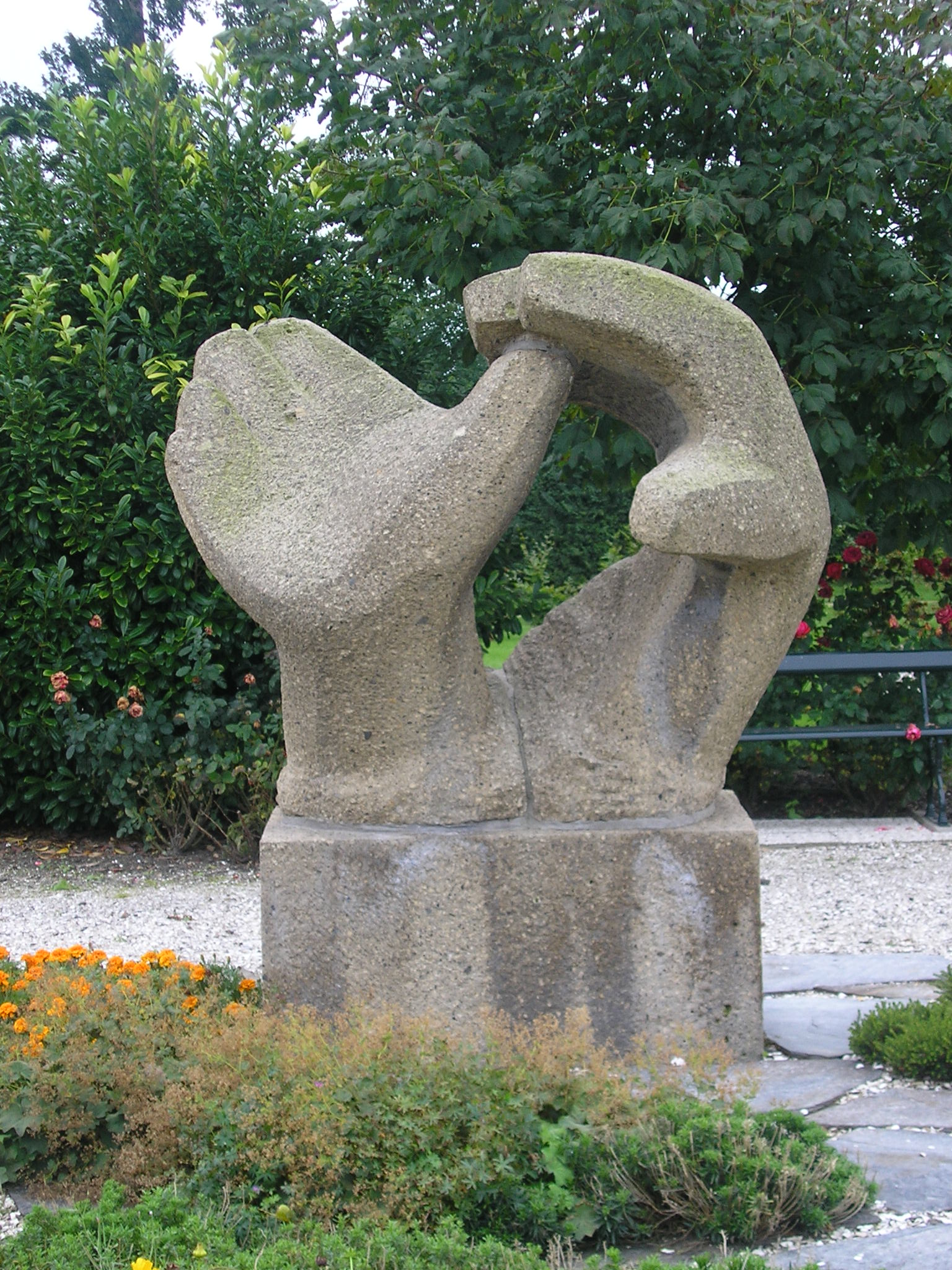
Watersnoodmonument (1958), begraafplaats van Ouwerkerk
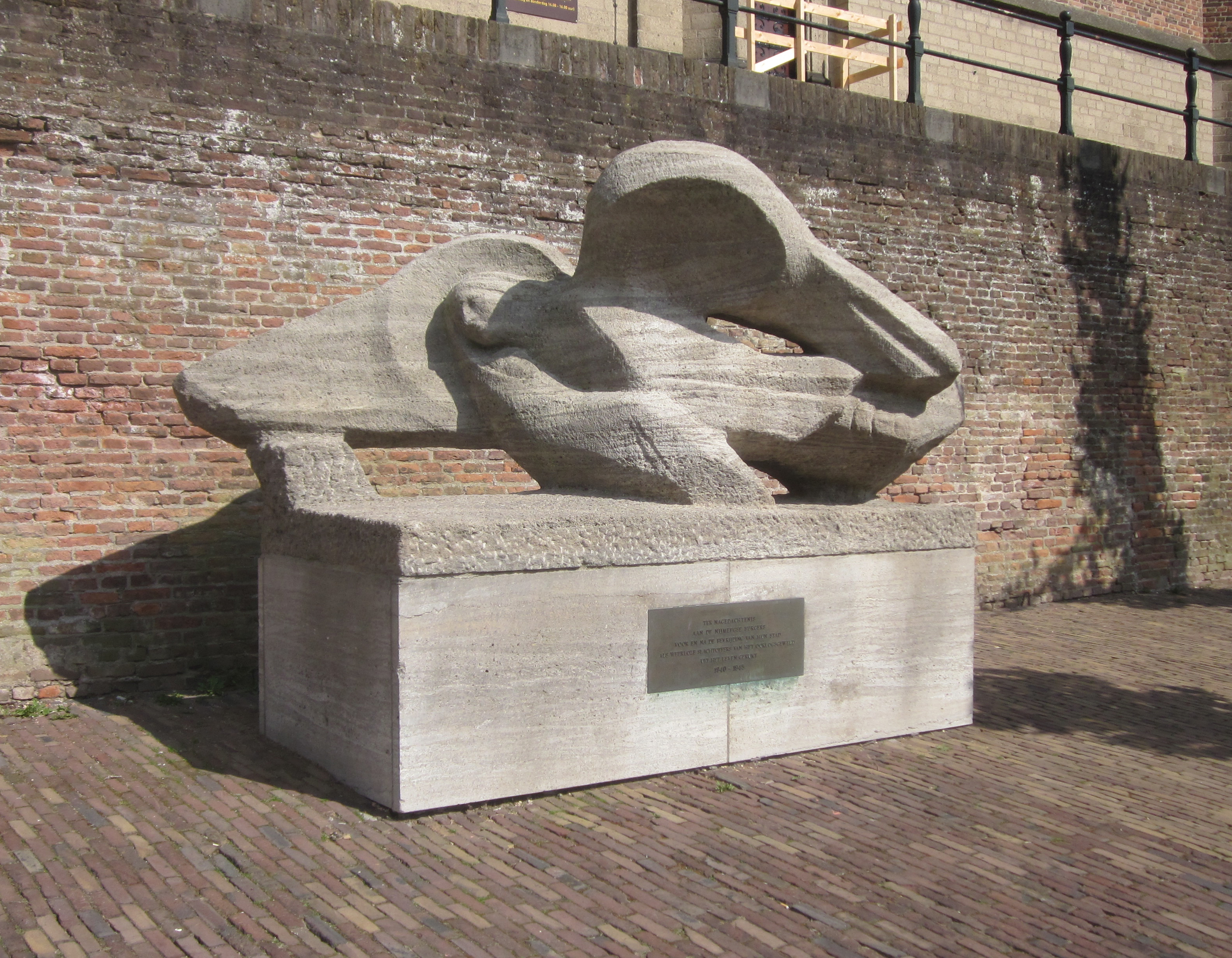
Monument, bij de Sint-Stevenskerk Nijmegen (17 september 1959)
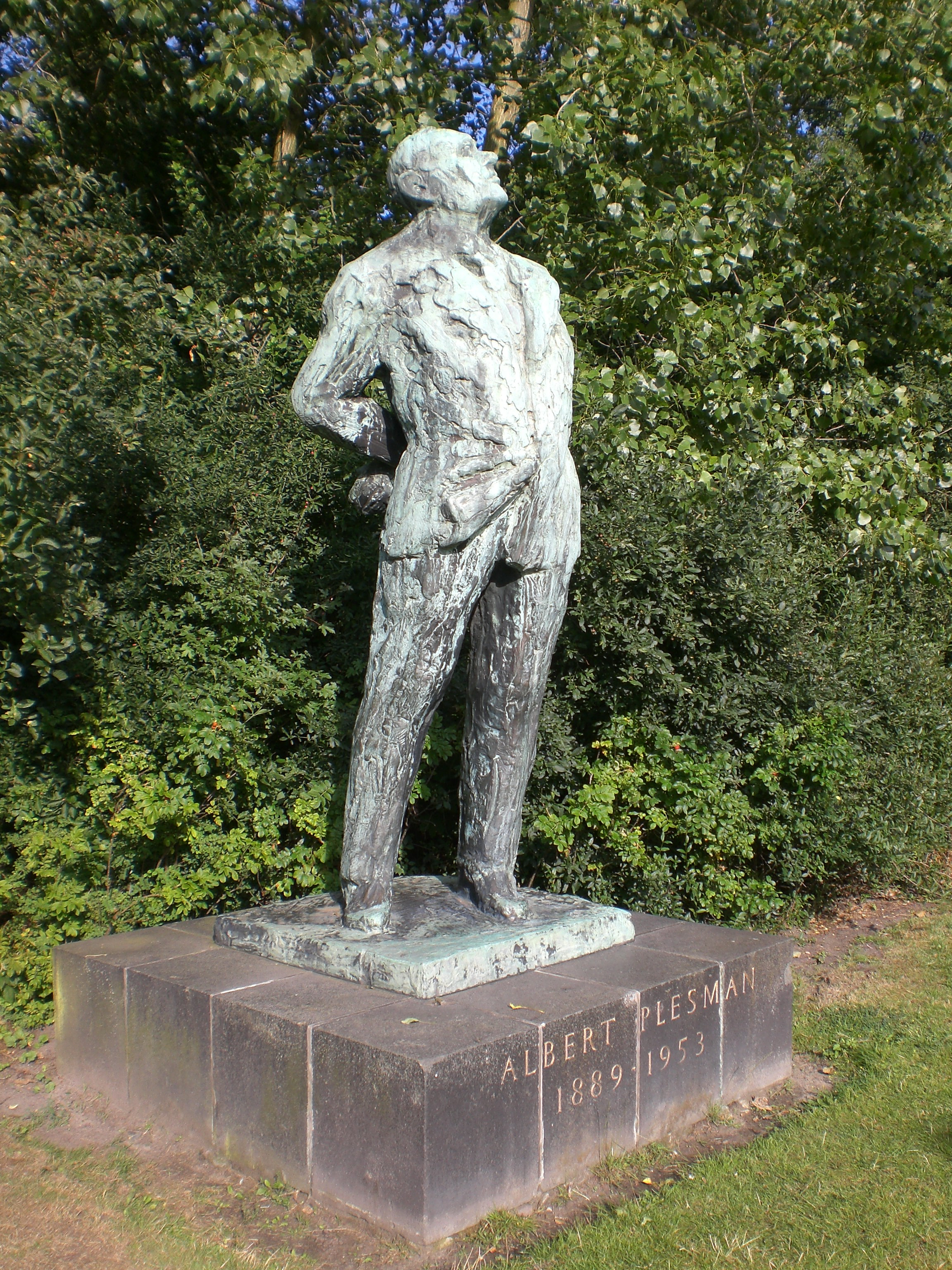
Albert Plesman (1958), Ministerie van Infrastructuur en Milieu, Den Haag
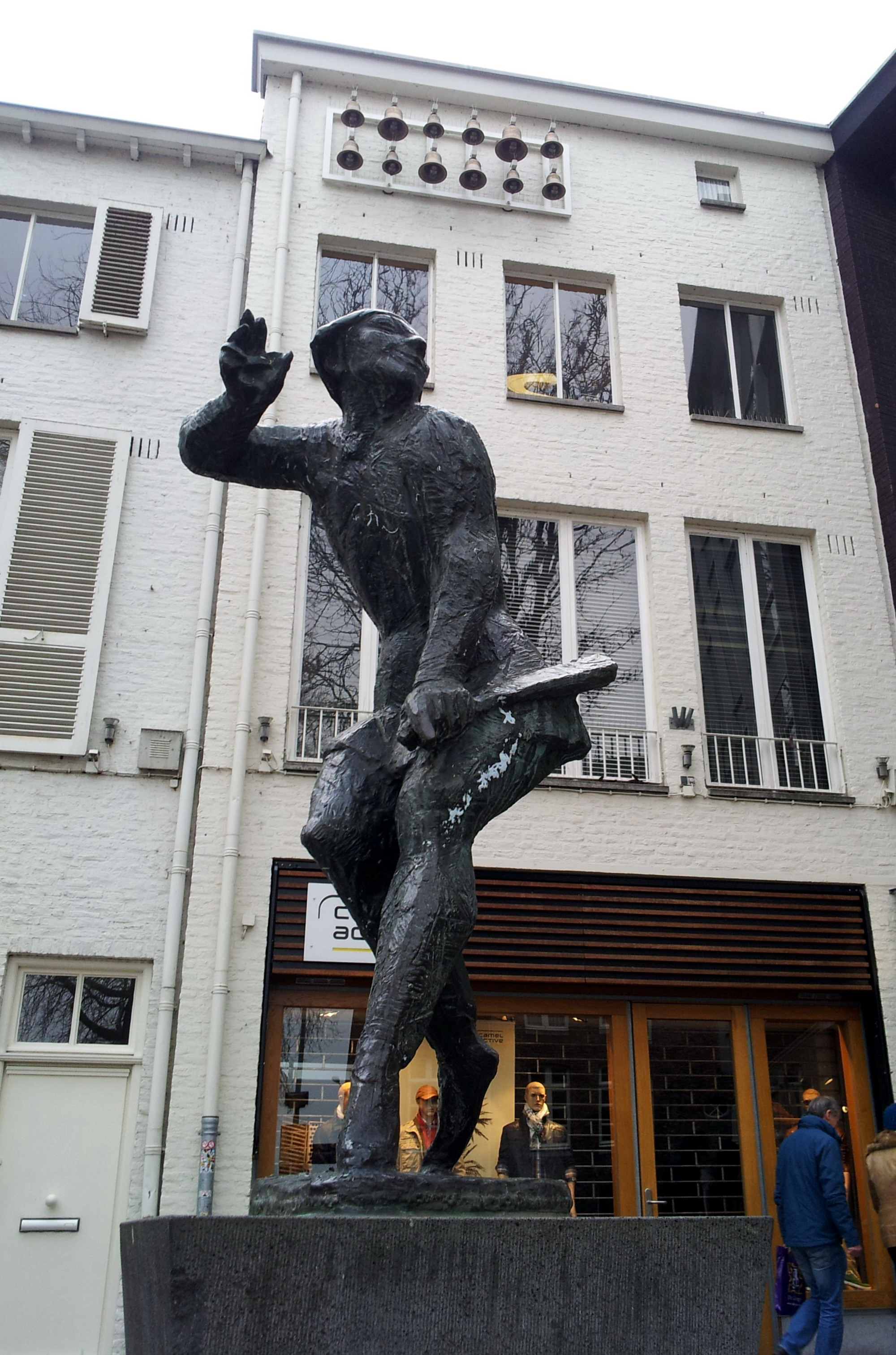
Mestreechter Geis (1962), Stokstraat, Maastricht
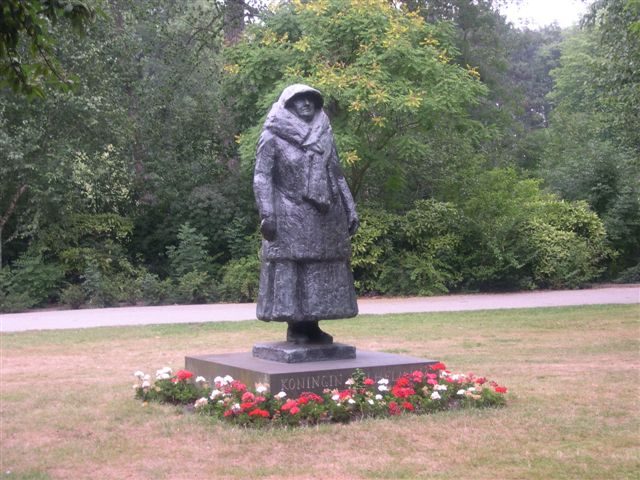
Koningin Wilhelmina (1968), Wilhelminapark, Utrecht
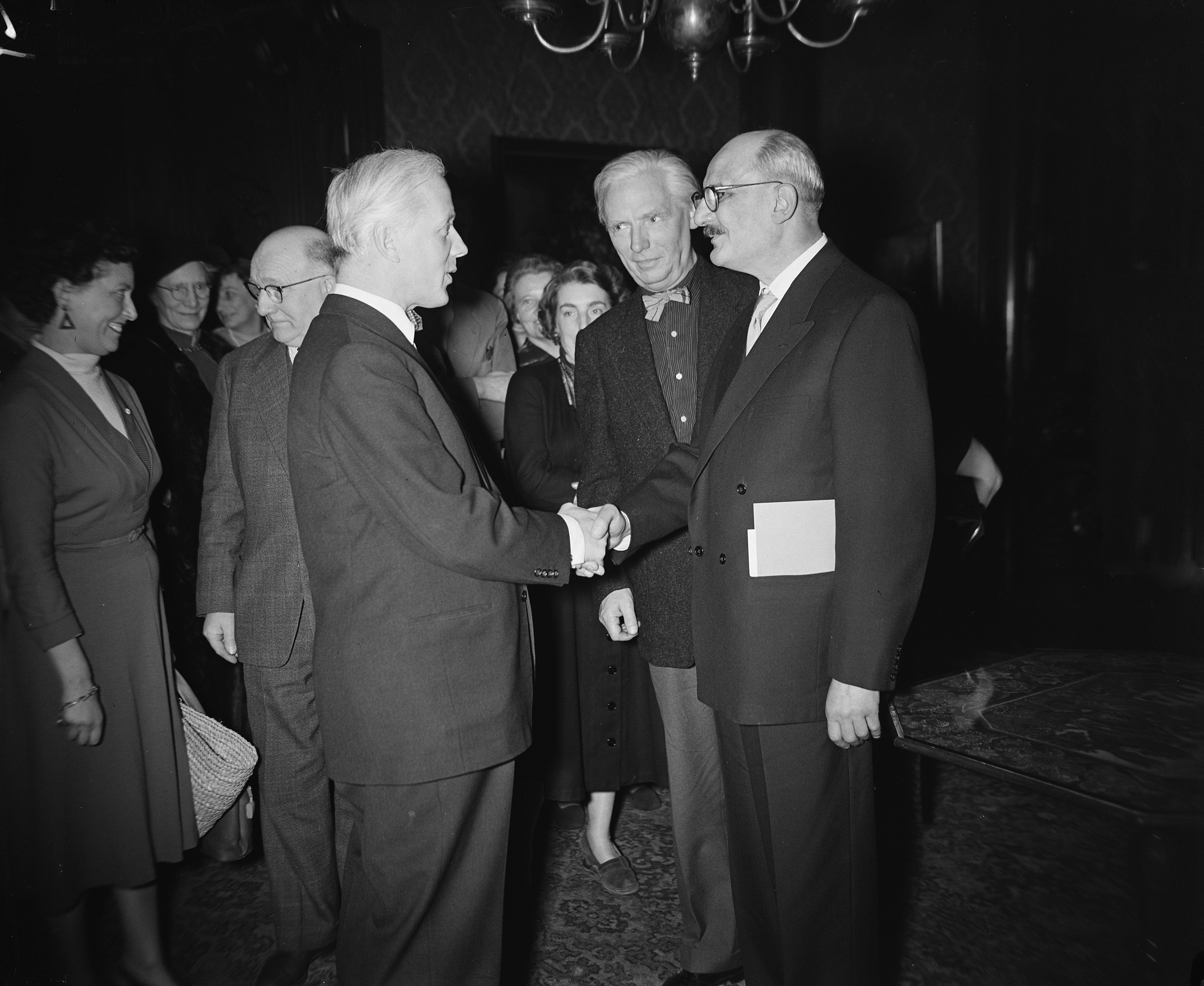
Burgemeester d'Ailly feliciteert Andriessen en Gerard Diels, winnaars van de Prijs van de Stichting Kunstenaarsverzet in 1956.